# Красноколядинська сільська рада
Красноколядинська сільська́ ра́да — колишній орган місцевого самоврядування у Талалаївському районі Чернігівської області. Адміністративний центр — село Красний Колядин.

## Населені пункти
Сільській раді були підпорядковані населені пункти:
- с. Красний Колядин
- с. Глинське
- с-ще Зелений Гай
- с. Левівщина

## Загальні відомості
- Територія ради: 57,932 км²
- Населення ради: 1220 осіб (станом на 2001 рік). З них Красний Колядин — 1039 осіб, Глинське — 22 особи, Зелений Гай — 115 осіб, Левівщина — 44 особи.
- Відстань до районного центру шосейними шляхами 20 кілометрів.

## Історія
Село Красний Колядин батьківщина Гетьмана України Іоанна Самойловича. До російсько-більшовицької окупації — станове козацьке містечко.
Село засновано на території Речі Посполитої у 1630-их роках. Фундаторами поселення стали стольники князя Яреми Вишневецького, які намагалися поширити вплив свого патрона на землі лівого берега Десни, що відносилися до королівщини. Село мало податкові пільги та привілей на ярмарок. Осадники Красного Колядина заснували село Голінку.
З 1649 по 1782 Красний Колядин — центр Краснянської сотні Прилуцького полку. Володіло статусом міста, у центрі — земляний замок. Після анексії Гетьманщини — центр однойменної волості Конотопської волості (до 1918). У часи совєцької окупації включений до складу Талалаївського району, де перебуває й понині.
Сільська рада була зареєстрована у 1919 році. Нинішня сільська рада стала однією з 13-ти сільрад Талалаївського району та однією з 11-ти, яка складається більш, ніж з одного населеного пункту.

## Склад ради
Рада складалася з 14 депутатів та голови.
- Голова ради: Сорочинська Людмила Іванівна
- Секретар ради: Довгай Людмила Павлівна

### Керівний склад попередніх скликань
| ПІБ                            | Основні відомості                                                                           | Дата обрання | Дата звільнення |
| ------------------------------ | ------------------------------------------------------------------------------------------- | ------------ | --------------- |
| Гужва Віктор Олексійович       | Сільський голова, 1947 року народження, член Партії регіонів                                | 26.03.2006   | 11.12.2008      |
| Мірошниченко Михайло Микитович | Сільський голова, 1952 року народження, освіта вища, безпартійний                           | 21.06.2009   | 31.10.2010      |
| Мірошниченко Михайло Микитович | Сільський голова, 1952 року народження, освіта вища, член Народної партії                   | 31.10.2010   | 31.05.2013      |
| Сорочинська Людмила Іванівна   | Сільський голова, 1975 року народження, освіта вища, Всеукраїнське об'єднання «Батьківщина» | 25.05.2014   |                 |

Примітка: таблиця складена за даними джерела

### Депутати
За результатами місцевих виборів 2010 року депутатами ради стали:

#### За суб'єктами висування
| Суб'єкт висування           | Кількість обраних депутатів | %    |
| --------------------------- | --------------------------- | ---- |
| Партія регіонів             | 10                          | 71,4 |
| Комуністична партія України | 2                           | 14,3 |
| Самовисування               | 2                           | 14,3 |

#### За округами
| № округу                    | Прізвище, ім'я, по батькові   | Дата визнання обраним | Освіта         | Партійна приналежність            | Відомості про обраного депутата                                 |
| --------------------------- | ----------------------------- | --------------------- | -------------- | --------------------------------- | --------------------------------------------------------------- |
| Комуністична партія України |                               |                       |                |                                   |                                                                 |
| 1                           | Мигаль Олександр Анатолійович | 01.11.2010            | Освіта середня | член Комуністичної партії України | ТОВ «Красноколядинське», робітник                               |
| 6                           | Мазій Михайло Михайлович      | 01.11.2010            | Освіта середня | член Комуністичної партії України | Красноколядинська загальноосвітня школа I-III ст., робітник     |
| Партія регіонів             |                               |                       |                |                                   |                                                                 |
| 2                           | Брожка Світлана Павлівна      | 01.11.2010            | Освіта середня | член Партії регіонів              | Красноколядинська загальноосвітня школа I-III ст., техпрацівник |
| 3                           | Бакін Тетяна Павлівна         | 01.11.2010            | Освіта середня | член Партії регіонів              | Красноколядинська сільська медамбулаторія, фельдшер             |
| 4                           | Довгай Людмила Павлівна       | 01.11.2010            | Освіта середня | член Партії регіонів              | Красноколядинська сільська рада, секретар                       |
| 5                           | Мірошниченко Олена Василівна  | 01.11.2010            | Освіта середня | член Партії регіонів              | Красноколядинський дитячий садок, вихователь                    |
| 8                           | Максимейко Олег Миколайович   | 01.11.2010            | Освіта вища    | позапартійний                     | ТОВ «Красноколядинське», обліковець земель                      |
| 9                           | Карпенко Олександр Михайлович | 01.11.2010            | Освіта середня | позапартійний                     | ТОВ «Красноколядинське», механік                                |
| 10                          | Бережний Микола Михайлович    | 01.11.2010            | Освіта середня | позапартійний                     | ТОВ «Красноколядинське», бригадир                               |
| 11                          | Карпенко Валентина Вікторівна | 01.11.2010            | Освіта середня | член Партії регіонів              | Красноколядинська сільська рада, спеціаліст                     |
| 12                          | Кононченко Ольга Іванівна     | 01.11.2010            | Освіта середня | позапартійна                      | Красноколядинське поштове відділення, листоноша                 |
| 14                          | Репанка Сергій Вікторович     | 01.11.2010            | Освіта вища    | позапартійний                     | Зеленогоївський фельдшерсько-акушерський пункт, завідувач       |
| Самовисування               |                               |                       |                |                                   |                                                                 |
| 7                           | Сорока Михайло Володимирович  | 01.11.2010            | Освіта середня | позапартійний                     | тимчасово не працює                                             |
| 13                          | Якименко Оксана Миколаївна    | 01.11.2010            | Освіта середня | позапартійна                      | Талалаївське районне споживче товариство, продавець             |

## Освіта
На території сільради діє Красноколядинська ЗОШ I-III ст., в якій навчається 104 учнів, та Красноколядинський ДНЗ «Дзвіночок».